# Улица Николаева (Новосибирск)
Улица Николаева — прямая улица в Советском районе Новосибирска (Верхняя зона Академгородка). Тянется в северо-восточном направлении от проспекта Академика Лаврентьева, пересекает Инженерную улицу, после чего заканчивается, примыкая к улице Демакова и образуя с ней угловой перекрёсток. Протяжённость улицы составляет около 1,09 км.

## Происхождение названия
Улица названа в честь Николаева Анатолия Васильевича — советского химика, одного из основателей Сибирского отделения Академии наук СССР, первого директора и организатора Института неорганической химии в Новосибирске, академика АН СССР.

## Достопримечательности
Часть улицы находится на территории Новосибирского технопарка, его главной достопримечательностью можно назвать здание Центра информационных технологий, части которого расположены с обеих сторон улицы и соединены высоко над ней переходом. Улицу Николаева между проспектом Лаврентьева и Инженерной улицей образуют преимущественно институты СО РАН.

## Организации
Общественные организации

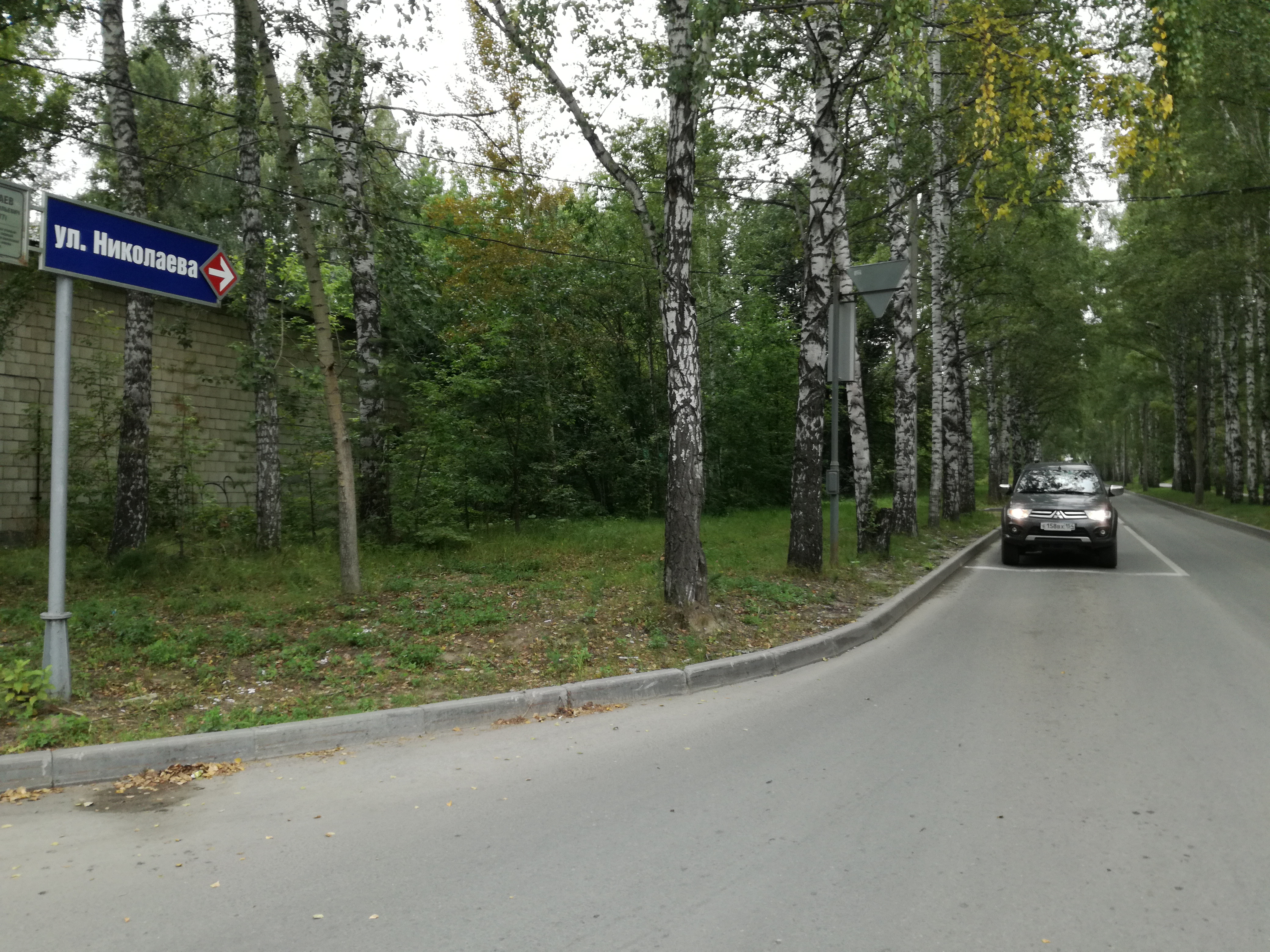
Начало улицы от проспекта Лаврентьева

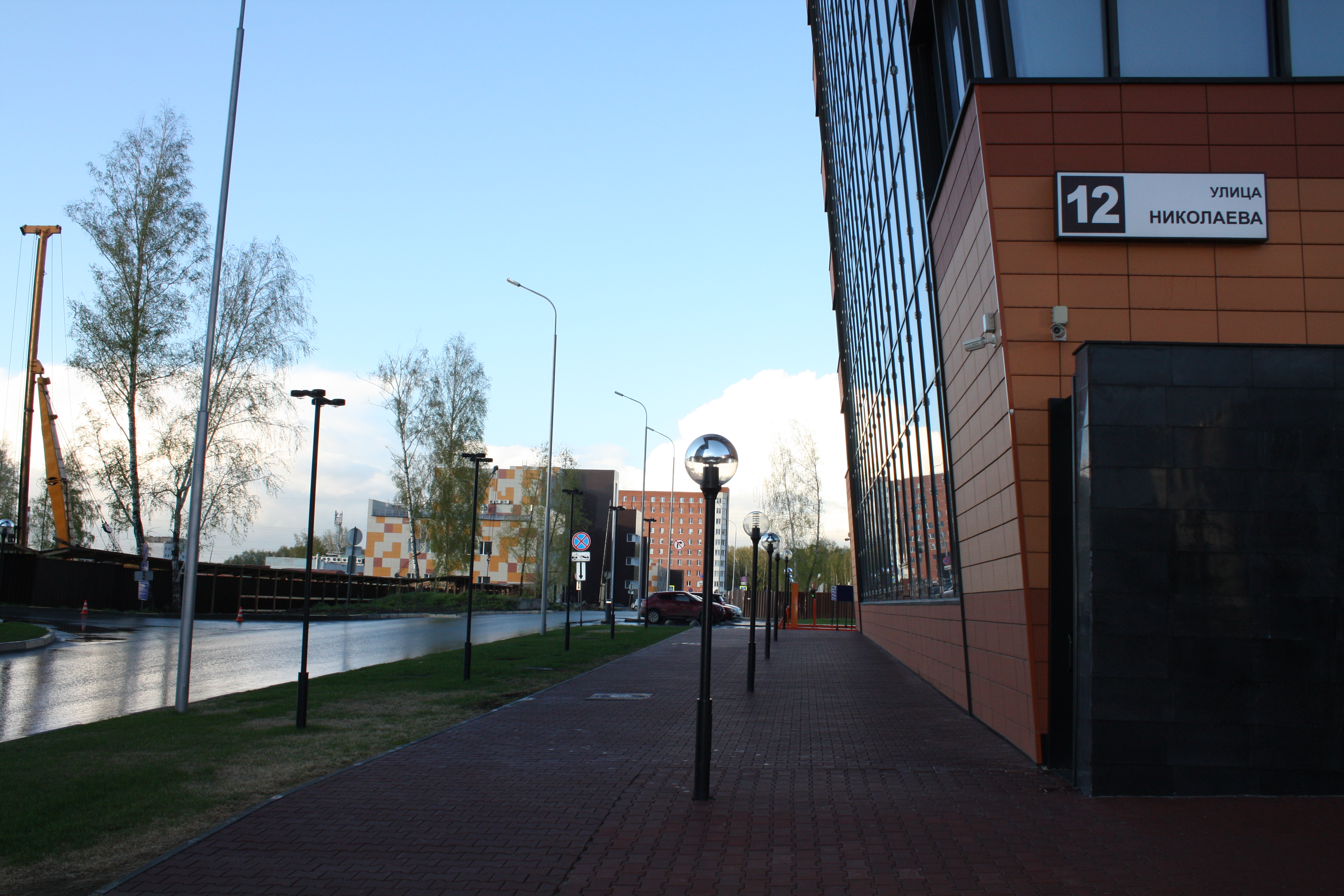

- Театральная компания Академгородка
- Центр Коммуникативных Решений
- Областной центр развития творчества детей и юношества

Организации СО РАН
- Институт филологии СО РАН (д. 8)

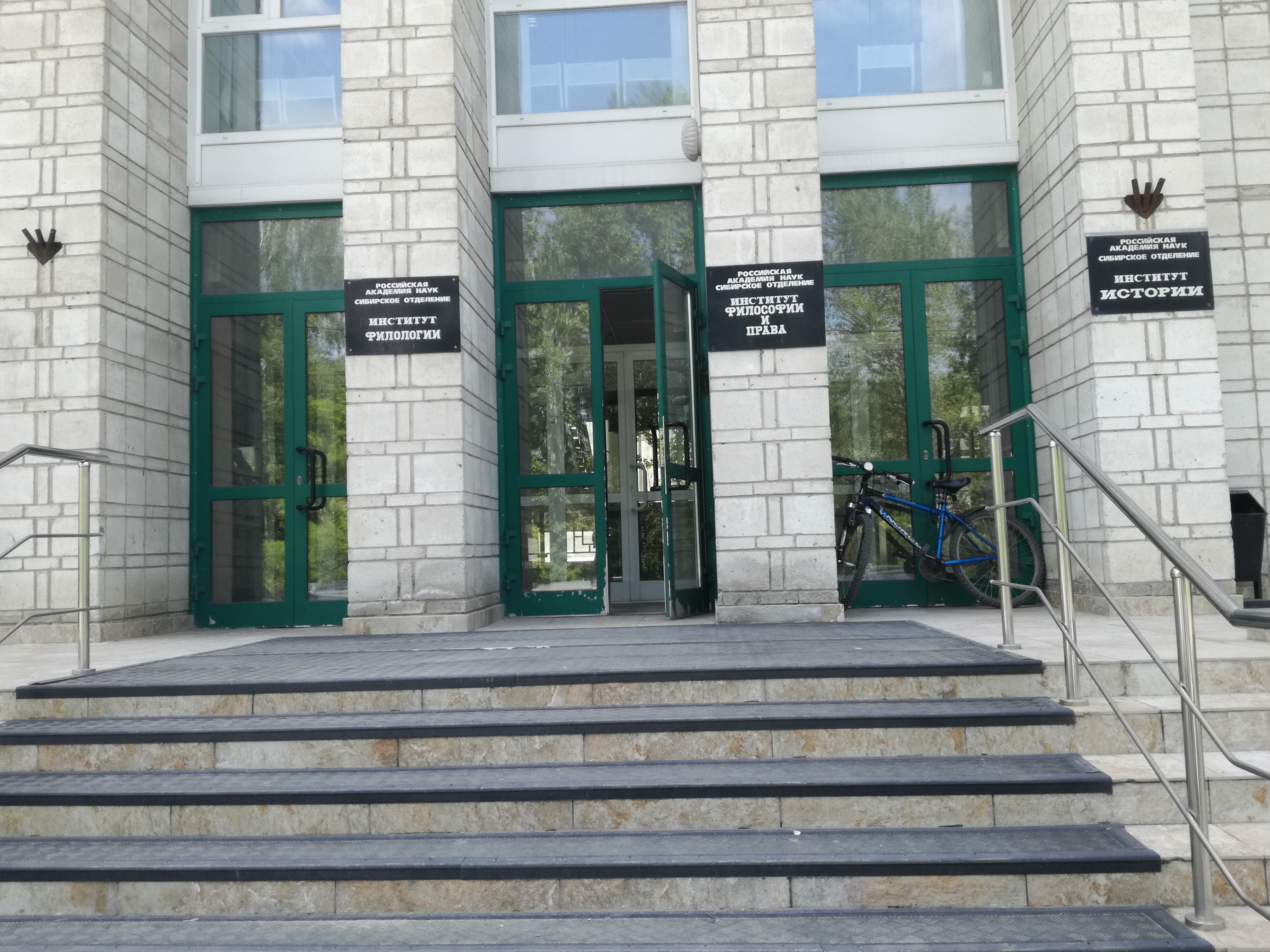

- Институт философии и права СО РАН (д. 8)
- Институт истории СО РАН (д. 8)
- ГИПроНИИ СО РАН

IT-компании
- Entensys
- Академ Медиа (компания по созданию мобильных приложений)
- Wellink Technologies, Ltd
- Magora Systems
- Центр финансовых технологий
- Trend, web-студия
- Сибирский НИИ Автоматизации и Управления

## Транспорт
На улице установлена одна остановка наземного транспорта (Технопарк), на которой останавливаются два автобусных маршрута (№ 52 и № 52К) и одно маршрутное такси (№ 52).

## Галерея

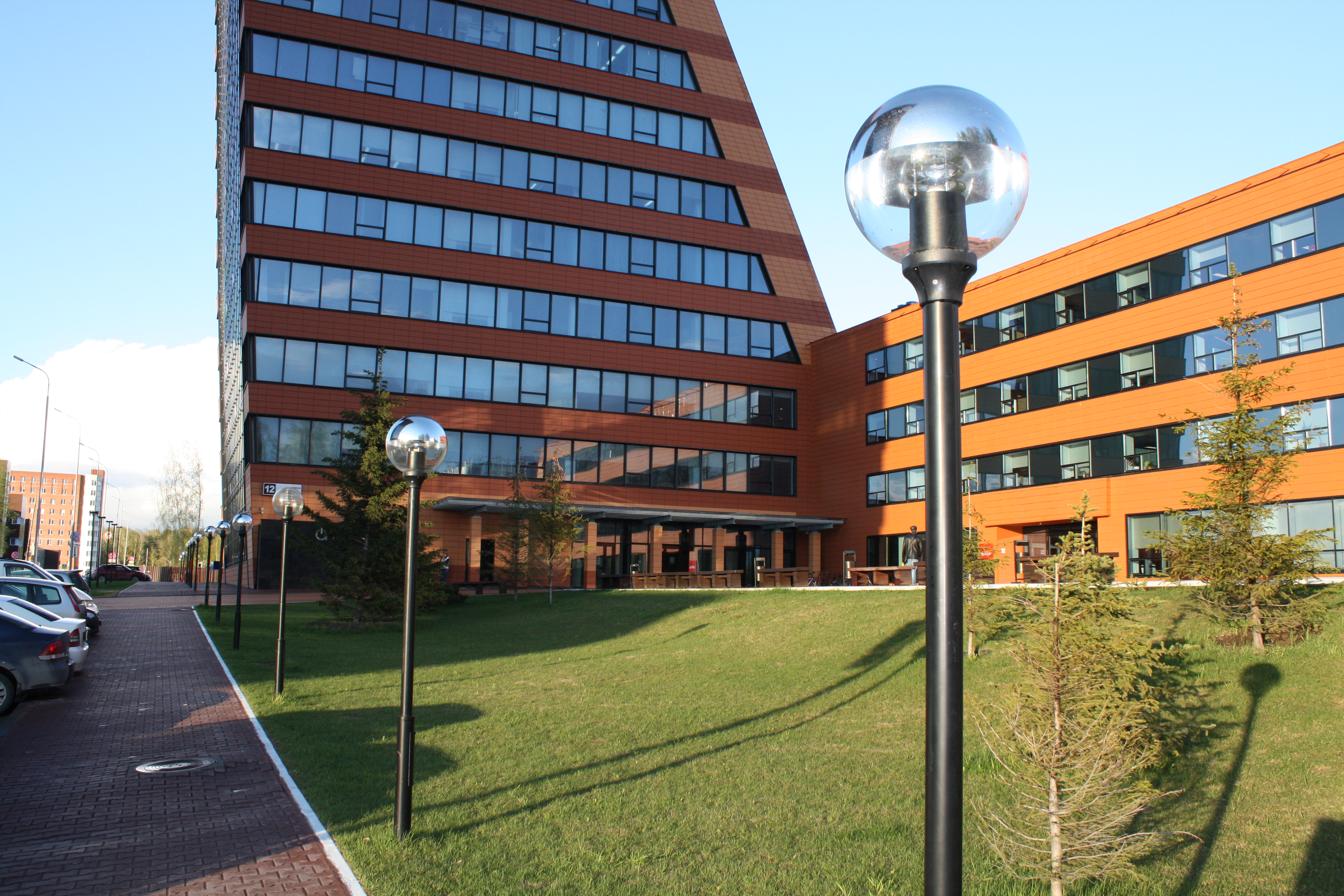
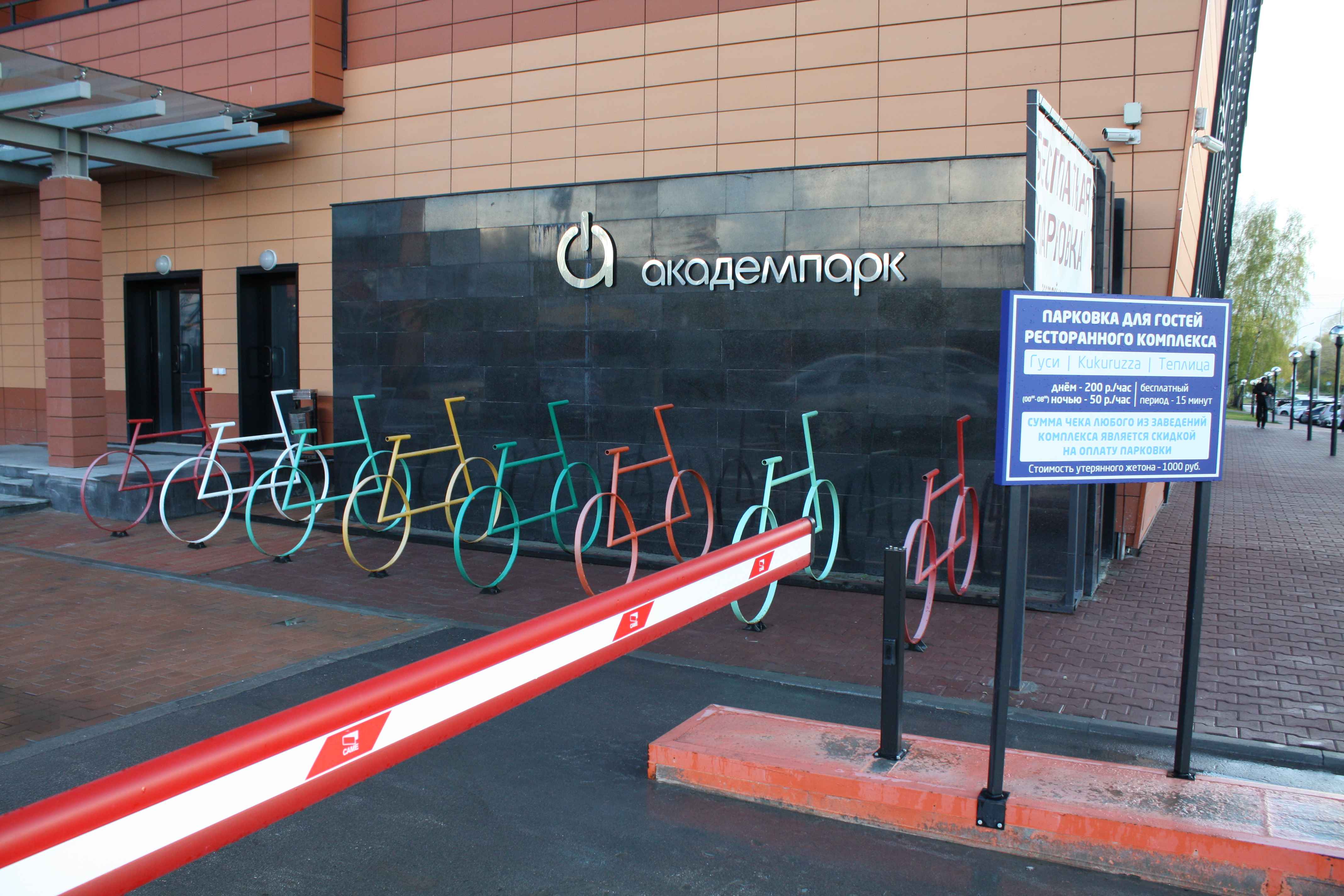
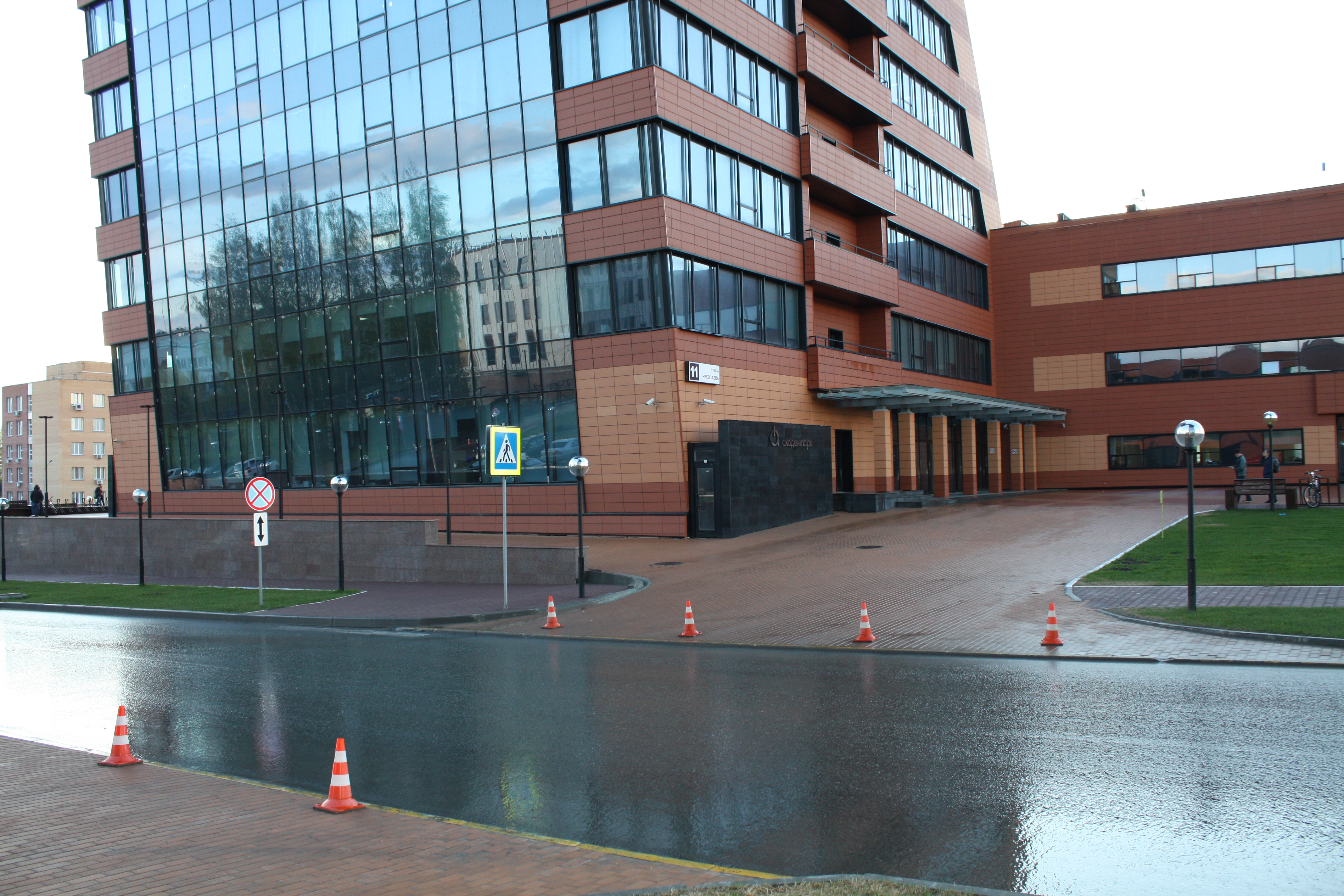
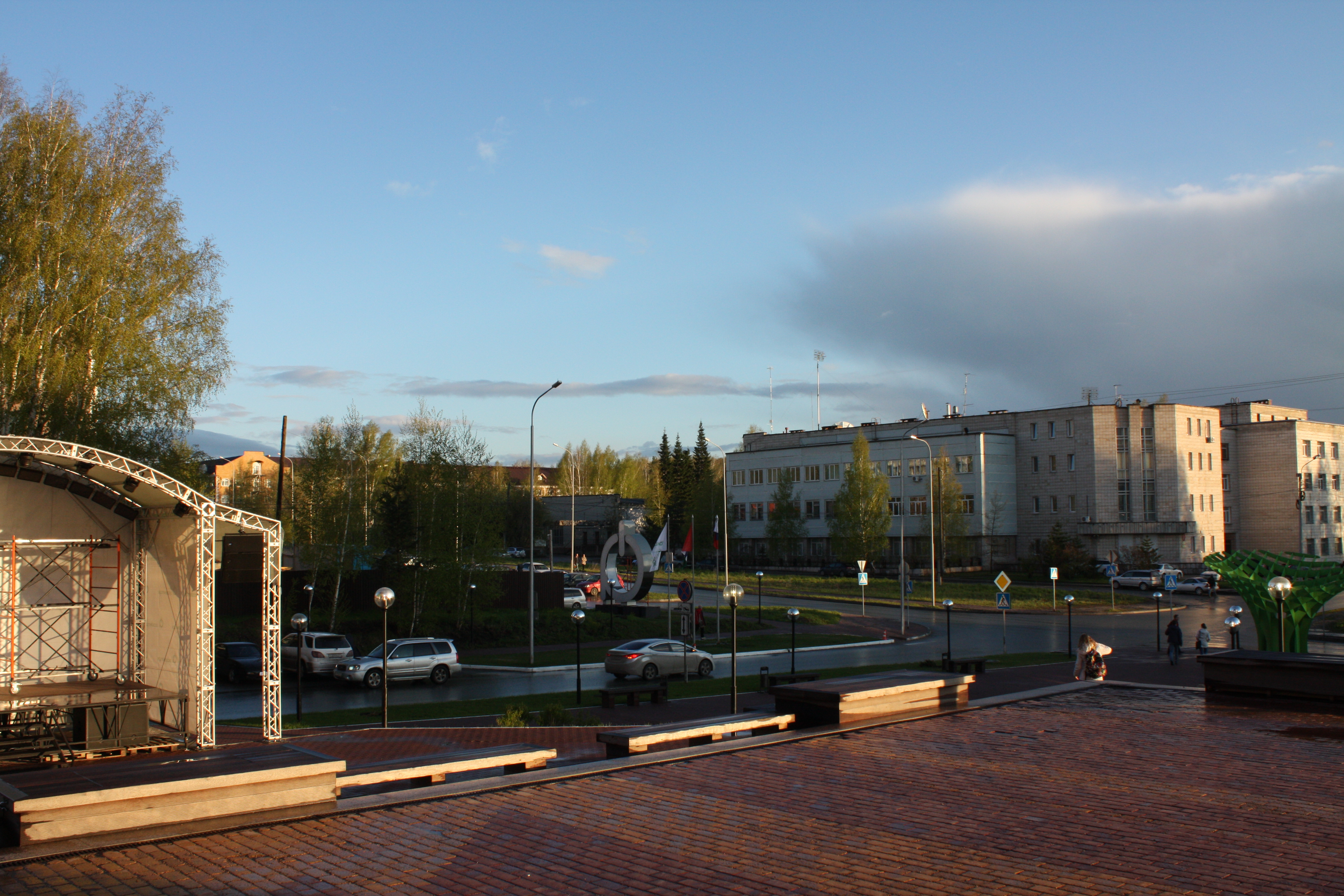
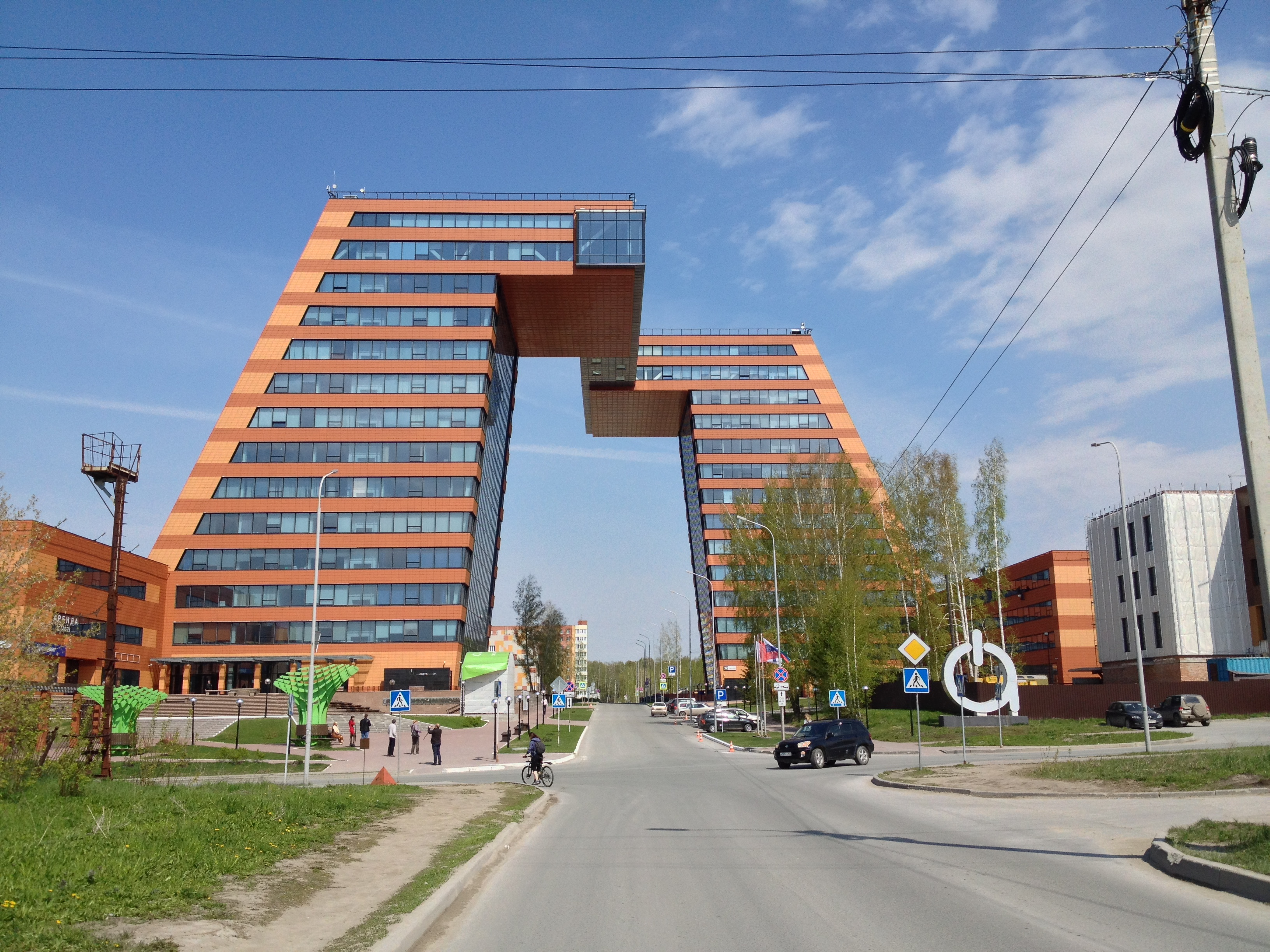
Технопарк